# Louis-Augustin Rogeard
Louis Augustin Rogeard est né à Chartres (Eure-et-Loir), le 26 avril 1820 et mort le 7 décembre 1896 dans le 10e arrondissement de Paris). C'est un opposant au Second Empire et une personnalité de la Commune de Paris.

## Biographie
Il est le fils d'un capitaine en retraite décoré de la Légion d'honneur.
Élève de l'École normale, docteur ès lettres, il est révoqué pour son refus de prêter le serment de fidélité à l'Empereur Napoléon III. Il donne des leçons particulières et des cours dans un établissement privé. En 1863, il publie un recueil de citations latines à tendances républicaines. En 1864, il crée le journal La Rive Gauche où il écrit, en 1865, les Propos de Labienus, satire du régime impérial qui ont une grande influence sur les étudiants du Second empire. Il doit se réfugier en Belgique, puis au Luxembourg et enfin à Londres et est condamné à cinq ans de prison par contumace.
Il revient en France après la proclamation de la République en septembre 1870. Il collabore aux journaux de Félix Pyat, le Combat et Le Vengeur dont il est rédacteur en chef. Aux élections complémentaires du 16 avril 1871, il est élu au Conseil de la Commune par le VIe arrondissement. Mais il démissionne jugeant le nombre de ses électeurs trop faible.
Après la Semaine sanglante pendant laquelle il est artilleur, il se réfugie en Alsace puis à Vienne en Autriche d'où il est expulsé en août 1873. Il devient précepteur dans une famille noble près de Budapest en Hongrie. Le Conseil de Guerre français le condamne à mort par contumace. Il ne revient en France qu'après l'amnistie de 1880. Il parvient à redevenir professeur mais vit dans la pauvreté.

### Notices biographiques
- Bernard Noël, Dictionnaire de la Commune, Coaraze, L'Amourier éditions, coll. « Bio », avril 2021 (1re éd. 1971), 799 p. (ISBN 978-2-36418-060-4, ISSN 2259-6976, présentation en ligne), p. 701-702
- « Notice Rogeard Auguste, Louis », sur maitron.fr, Le Maitron, dictionnaire bibliographique du mouvement ouvrier et du mouvement social, Association Les Amis du Maitron (consulté le 17 août 2021)